# Potoczyna
Potoczyna, również Tymienica – struga, prawy dopływ Prudnika, długości 7,78 km.

## Przebieg
Źródło strugi położone jest w okolicy drogi między Szybowicami, a Mieszkowicami. Biegnie przez Szybowice na południe od Niemysłowic, a następnie wpływa do rzeki Prudnik w okolicy miasta Prudnika.